# Баба-бій
Баба-бій (д/н–1753) — 5-й правитель Кокандського ханства у 1752—1753 роках.

## Життєпис
Походив з династії мінгів. Син Абдурахим-бія. Дата народження невідома. 1747 року під час війни його стрийка Абдукарим-бія проти джунгарського хана Цеван Дорджі був переданий останньому в якості заручника. Мешкав серед джунгарів в поселенні Кайнар. До 1750 року повернувся до Коканду.
1752 року за підтримки джунгарського хана Лама Дорджі повалив брата Ірдана-бія. Визнав зверхність Джунгарії. 1753 року вирішив захопити фортецю Оратепан. Водночас посилилося невдоволення беків джунгарським впливом. Цим вирішив скористатися Ірдана. Під час походу Баба-бія було вбито внаслідок змови неподалік від Бешарика. Трон знову перейшовдо Ірдани.